# Municipio de Sand Creek (Minnesota)
El municipio de Sand Creek (en inglés: Sand Creek Township) es un municipio ubicado en el condado de Scott en el estado estadounidense de Minnesota. En el año 2010 tenía una población de 1521 habitantes y una densidad poblacional de 18,1 personas por km².

## Geografía
El municipio de Sand Creek se encuentra ubicado en las coordenadas 44°40′0″N 93°35′27″O / 44.66667, -93.59083. Según la Oficina del Censo de los Estados Unidos, el municipio tiene una superficie total de 84.02 km², de la cual 83 km² corresponden a tierra firme y (1,21 %) 1,01 km² es agua.

## Demografía
Según el censo de 2010, había 1521 personas residiendo en el municipio de Sand Creek. La densidad de población era de 18,1 hab./km². De los 1521 habitantes, el municipio de Sand Creek estaba compuesto por el 97,24 % blancos, el 0,2 % eran afroamericanos, el 0,33 % eran amerindios, el 0,33 % eran asiáticos, el 1,51 % eran de otras razas y el 0,39 % eran de una mezcla de razas. Del total de la población el 2,63 % eran hispanos o latinos de cualquier raza.